# 06 (film)
06 is een Nederlandse speelfilm uit 1994 van Theo van Gogh met in de hoofdrollen Ariane Schluter en Ad van Kempen.
Het scenario van Theo van Gogh is gebaseerd op het gelijknamige toneelstuk van Johan Doesburg. De film bracht uiteindelijk 80.000 euro op. In de eerste week trok 06 1800 bezoekers, terwijl er maar drie kopieën in omloop waren. 06 was een van de succesvolste films van Van Gogh. In het voor de Nederlandse film historisch slechte jaar 1994 was 06 (met 44.672 bezoekers (bron: bezoekersstatistieken Nederlandse Filmproducenten) de bestbezochte film van eigen bodem.

## Verhaal
De dertiger Sara Wevers (Schluter) plaatst een 06-advertentie, waarop architect Wilbert Venema (van Kempen) reageert (onder het pseudoniem Thomas). Vervolgens ontluikt een wekelijks onderhouden telefoonrelatie. Sara heeft de touwtjes in handen, zij is degene die over een telefoonnummer beschikt.
Hij kan alleen maar afwachten, maar plotseling slaat hij terug. Hij heeft de achternaam van zijn telefoongeliefde achterhaald, bij toeval, op een feestje. Sara Wevers heet ze en waar ze woont weet hij nu ook. IJzigheid is zijn loon. Hij schendt de code en dus is het afgelopen. Er wordt niet meer gebeld. Dan zet de finale in; grimmig en dodelijk.

## Rolverdeling
| Acteur          | Personage      | Opmerkingen         |
| --------------- | -------------- | ------------------- |
| Ariane Schluter | Sarah Wever    |                     |
| Ad van Kempen   | Wilbert Venema | (pseudoniem Thomas) |

## Scenario
Theo van Gogh werd gegrepen door het toneelstuk 06 van regisseur Johan Doesburg. In 1994 werkte Doesburg met Stichting De Bastaard met wie hij onder andere ook het stuk Grieks (1991) had gemaakt. Op basis van spelimprovisaties kwam 06 tot stand over een telefoonseksrelatie die uit de hand loopt. Van Gogh bewerkte het toneelstuk tot een scenario. Begin jaren negentig waren de zogenaamde 06-sekslijnen erg populair. Mensen liet hun telefoonnummer achter op zogenaamde chatboxen, waarna een ander ze anoniem kon bellen. Van Gogh laat zien waartoe dit allemaal kan leiden.

## Productie
De film werd door Van Gogh met zijn bekende snelheid opgenomen in vijf dagen. Net als bij het toneelstuk werd er door de acteurs flink geïmproviseerd.

## Filmposter
De Reclame Code Commissie oordeelde destijds dat het door Erwin Olaf gemaakte affiche voor de film in strijd was met het goed fatsoen en de goede zeden. Het affiche toonde een naakte vrouw die wijdbeens op een wc-pot zit met de ene hand in haar kruis en in haar andere hand een telefoonhoorn. Bij de Reclame Code Commissie kwamen twee klachten binnen die om een verbod vroegen van deze 'aanstootgevende reclame-uiting'. De Commissie stelde de twee klagers in het gelijk, omdat het affiche 'als pornografisch kan worden aangemerkt'. Volgens de Commissie was het affiche daarom 'in strijd met het goed fatsoen en de goede zeden', waarbij de Commissie vooral rekening had gehouden met het feit dat het affiche voor iedereen zichtbaar op billboards langs de openbare weg was te zien. Olafs reclames zijn al vaker beticht door de RCC.

## Buitenland
De film werd in het buitenland uitgebracht onder de titel 1-900. 06 heeft twee weken in één bioscoop in New York gedraaid.

## Prijzen
- Op het Nederlands Film Festival won de film twee prijzen:[2]
  - (1994) - Prijs van de Nederlandse Filmkritiek: Theo van Gogh
  - (1994) - Special Jury Prijs - Ariane Schluter
- (1995) - 06 werd namens Nederland voorgedragen voor de Academy Award voor Beste Buitenlandse Film.